# Marcus Haglind Sangré
Marcus Haglind Sangré, född 4 februari 1995 i Linköping, är en svensk fotbollsspelare som spelar för Wisła Płock.

## Karriär
Haglind Sangré är fostrad i Linköpings FF och BK Derby. Säsongen 2011 spelade han 18 matcher och gjorde tre mål för FK Linköping i Division 3. I mars 2012 värvades Haglind Sangré till Malmö FF:s ungdomslag, där han skrev på ett tvåårskontrakt. Efter säsongen 2013 lämnade han klubben.
I mars 2014 gick Haglind Sangré till division 1-klubben Motala AIF. Han spelade 21 matcher och gjorde två mål i Division 1 Södra 2014. Följande säsong spelade Haglind Sangré 20 ligamatcher. I februari 2016 värvades han av IK Oddevold. Haglind Sangré spelade 23 ligamatcher och gjorde tre mål i Division 1 Södra 2016.
I februari 2017 värvades Haglind Sangré av division 1-klubben Akropolis IF. Under sin första säsong i klubben spelade han 22 ligamatcher och hjälpe Akropolis till en andraplats i Division 1 Norra 2017. Haglind Sangré spelade även i båda uppflyttningskvalmatcherna mot IK Frej och gjorde ett mål, men där Frej vann genom bortamålsregeln efter dubbelmötet slutat totalt 1–1. Säsongen 2018 spelade han 28 ligamatcher och gjorde tre mål.
Inför säsongen 2019 förlängde Haglind Sangré sitt kontrakt med Akropolis. Under säsongen spelade han återigen 28 ligamatcher och gjorde tre mål, vilket hjälpte Akropolis till förstaplatsen i serien och uppflyttning till Superettan. Haglind Sangré förlängde i mars 2020 sitt kontrakt med klubben. Han gjorde sin Superettan-debut den 16 juni 2020 i en 0–0-match mot Dalkurd FF.
I januari 2021 värvades Haglind Sangré av Örgryte IS, där han skrev på ett tvåårskontrakt. I augusti 2021 förlängde Haglind Sangré sitt kontrakt fram över säsongen 2023.
Den 9 januari 2024 blev Haglind Sangré klar för Wisła Płock.